# Simplicius Simplicissimus
Simplicius Simplicissimus är en opera ("Drei Scenen aus einer Jugend") i tre scener av Karl Amadeus Hartmann till text av Hermann Scherchen, Wolfgang Petzet och Hartmann efter Hans Jakob Christoffel von Grimmelshausens pikareskroman Den äventyrlige Simplicissimus från 1668.

## Bakgrund
Hartmann betonar sin konsts bekännelsekaraktär, i synnerhet operan Simplicius Simplicissimus. Året 1933 innebar för tonsättaren en början på en negativ samhällsutveckling i Tyskland. I detta skede insåg han att han var tvungen att avlägga en bekännelse, nämligen att människan trots allt är fri, att hon trots allt yttre tvång och förtryck fritt kan välja sin väg. Kontentan i hans bekännelse var följande: För samvetet existerar inget "undantagstillstånd". 
Operan uppfördes i konsertversion 2 april 1948 i Bayerischer Rundfunk i München. Scenversionen för kammarorkester hade premiär 20 oktober 1949 på Theater der Stadt i Köln under namnet Der Simplicius Simplicissimus jugend. En reviderad version för orkester kom 9 juli 1957 på Nationaltheater i Mannheim.

## Om operan
Hartmann gav erfarenheten av den "inre emigrationen" en särskild mening. Enslingen i operan visar hur man trots yttre vidrigheter kan förbli moraliskt oantastad och godhjärtad. Hans död utgör verkets centrala del, ett rofyllt insomnande mitt i ett helvete av död och förintelse. Senare generationers tonsättare (John Cage, Philip Glass, Steve Reich och Karlheinz Stockhausen) var tvungna att bege sig till Indien och lära känna de asiatiska religionerna för att kunna begripa det här. Simplicius är ett slags genomsnittsmänniska. De båda ytterscenerna hänvisar till varandra som spegelbilder: mord och dråp under omvända förtecken, våld föder våld, här liksom där. Att handla är liktydigt med att komma till insikt, något som åskådliggörs i Simplicius dröm om trädet och hans tolkning av drömmen. Det är alltså ingen opera med handling i vanlig bemärkelse. Om "realismen" är en andlig handling, som inte vill föra fram den ytliga historiekonstellationen, utan den bakomliggande strukturen, då är Hartmanns Simplicius realistisk, även om den inte är det i naturalismens effektfulla mening. Det handlar inte heller om en historisk opera. Trettioåriga kriget mynnade inte ut i bondekrig. Yrkesmördarna och bönderna som försvarar sig är en historisk konstellation som är hämtad från 1900-talet.
Iögonenfallande i operan är användningen av olika musikaliska former, som till exempel marscher, danser och koraler, kupletten i scen 3 och anspelningen på den judiska folkmusiken (altviolonsolot i ouvertyren). Här finns även citat från respektive allusioner på verk av Bach, Stravinskij och Prokofjev. Dessa är i likhet med de judiska melodierna klingande tecken på tonsättarens solidaritet med den musik som fördömdes av nazismen. Citatet från den berömda Florian Geyer-Lied understryker musikaliskt kopplingen mellan Simplicius och de många andra människornas öde.

### Trädets roll i operan
I operan spelar den gamla bilden av stånds- eller samhällsträdet en central roll. Det är en bild av insikten om sammanhangen eller maktstrukturen i samhället. Men hos Hartmann blir den här symbolen inte något statiskt element, utan han använder den som ett motiv med dramatisk verkan. När Simplicius första gången skådar ståndsträdet i sin dröm ger han uttryck för en allmän, abstrakt verklighet. Först hans plågsamma livserfarenheter hjälper honom att utifrån denna verklighet komma fram till individuella, konkreta insikter.
Trädet kan uppfattas som en symbol för livet och förses med ett skyddande lövverk, eller som en av stormen avlövad veteran, ett väsen som under århundradenas lopp har överlevt och blivit vittne till den allomfattande skapelsen och förgängligheten, och till vilket människornas öden förhåller sig.

## Personer
- Simplicius Simplicissimus (sopran)
- Eremiten (tenor)
- Kommendanten (tenor)
- Landsknekten (baryton)
- Ryttmästaren (bas)
- Bonden (bas)
- Damen (dansös)
- Talaren (talroll)
- Bönder (kör och talkör)

## Handling
Introduktion
En talare rekapitulerar antalet döda under trettioåriga kriget:
"I Herrens år 1618 levde 12 miljoner i Tyskland. Sedan kom det stora kriget... I Herrens år 1648 levde endast 4 miljoner i Tyskland."
Scen 1
En bondpojke vaktar får, men somnar under ett träd och drömmer om hur trädet sviktar under tyngden av människor som sitter på dess grenar. Pojken väcks av en landsknekt. Byn ödeläggs och invånarna dödas, bland dem pojkens föräldrar.
Scen 2
Den föräldralöse pojken träffar i skogen på en eremit, som på grund av pojkens enfald kallar honom "Simplicius Simplicissimus". Eremiten lär pojken att glädjas över och känna samhörighet med naturen. När den gamle känner döden närma sig, gräver han sig en grav och somnar in i frid. Simplicius är åter ensam.
Scen 3
Under en bankett i kommendantens palats roar sig människoslaktarna och tar emot Simplicius som ett slags hovnarr. Simplicius erinrar sig nu drömmen och kan, eftersom han har blivit klokare, nu också tyda den: på grenarna sitter de rika herrarna och generalerna, långt under dem sitter köpmännen och soldaterna, medan bönderna tvingas träla vid rötterna. Då stormas palatset av en bondehär, som hugger ner alla. Simplicius lyckas ta sig därifrån. På nytt rekapitulerar talaren antalet döda.